# Калпакс, Оскар
Оскарс Калпакс (латыш. Oskars Kalpaks; первоначально Оскар Петрович Колпак; 6 января 1882, хуторе Лиепсалас, Мейранская волость (ныне территория Мадонского края) — 6 марта 1919, Айритес, Скрундская волость (ныне Зирньская волость Салдусского края) — полковник, командир отдельного латышского батальона («батальон Калпакса»), первый командир латышских национальных частей Латвийских вооруженных сил.

## Биография
Калпакс родился в семье зажиточного крестьянина Петра Колпака (1850—1922) и его жены Илзе, урождённой Кевере (1854—1890). У Оскара была старшая сестра Анна (1876—?) и младший брат Карлис (1884—1953). После смерти жены Пётр Колпакс в 1891 году женился на Анне Антуже.
С десяти лет Оскар три года в зимние месяцы посещал Висагальскую поселковую школу, затем начал учиться в Лубанской министерской школе — российском государственном учреждении, которое обеспечивалось лучше поселковых и приходских школ, однако предлагало обучение преимущественно на русском языке. В школе Оскар обучился игре на скрипке и мог стать музыкантом, однако решил стать военным.

### В императорской армии
После окончания школы он пытался поступать в Псковское военное училище, однако не прошёл. На следующий год отправился в Иркутск, где выдержал экзамены вольноопределяющегося. 18 января 1903 года его зачислили в 10-ю роту Колыванского 40-го пехотного полка 10 дивизии Русской императорской армии, дислоцированной в Варшаве. Закончив в полку курсы командиров, Калпакс в 1904 году отправился в Казанское пехотное юнкерское училище, однако провалил вступительные экзамены. Обязательную службу в армии он закончил как старший унтер-офицер в мае 1905 года. В сентябре того же года он опять поехал в Иркутск, на этот раз поступив в Иркутское пехотное юнкерское училище.
В 1905 году Калпакс участвовал в подавлении революционных выступлений рабочих, заслужив первую награду — серебряную медаль «За усердие».
В июне 1908 года Калпакс был выпущен подпоручиком в Пултусский 183-й пехотный полк, расквартированный под Варшавой. Присвоение офицерского звания говорит о том, что он успешно окончил курс, так как обычно выпускникам присваивали звание прапорщика.
В 1908—1909 годах Калпакс был временным командиром роты, полковым интендантом.
Летом 1910 года полк перевели в Кострому, где Оскар Петрович возглавил инструкторскую команду и за выслугу получил звание поручика, а затем стал командиром роты. За хорошую службу в 1912 и 1913 годах его наградили двумя памятными медалями в честь юбилейных дат Российской империи.

### Первая мировая война
В Первую мировую Калпакс в августе 1914 года направлен со своим полком в Галицию как командир отделения пулемётчиков. Ранен в бою, награждён орденом Святой Анны 4 степени. За храбрость и инициативу, командуя отделением, а затем ротой, он был награждён тремя орденами во время Карпатской операции. За бои в районе Брест-Литовска награждён ещё двумя орденами.
Узнав о формировании латышских стрелковых батальонов, обратился к командованию с просьбой о переводе, однако получил отказ.
За бои в августе 1915 года возле Зелёного дворца[где?] его наградили Георгиевским оружием, а в сентябре — Орденом Святого Георгия 4 степени. Тогда же ему присвоили звание штабс-капитана. Кроме Георгиевского креста он был награждён бронзовой медалью «300-летие дома Романовых», орденами Святой Анны, Святого Станислава, Святого Владимира, Золотым оружием «За храбрость».
В 1916 году Калпакс — капитан, в 1917 — подполковник.
В 1917 году, проявив лояльность Временному правительству и лично Керенскому, Калпакс вступил в партию эсеров, получил под командование полк. После Октябрьской революции выбран на совете солдатских депутатов командиром полка.
Однако после заключения Брестского мира летом 1918 года полк на Украине разоружили и распустили, и осенью 1918 года подполковник вернулся в Лифляндию. Калпакс пытался призвать земляков на борьбу с большевиками, но был освистан как пособник немецких баронов и империи. Симпатии к большевикам среди латышей были велики: на выборах в Учредительное собрание в 1917 году в Лифляндии за них проголосовало 72 % — наивысший результат по России.

### В Латвии
После провозглашения Латвией независимости 18 ноября 1918 года Временное правительство под руководством Карлиса Улманиса 7 декабря 1918 года заключило соглашение с уполномоченным Германии в Прибалтике Августом Виннигом о защите территории Латвии от наступления Красной Армии и создании ополчения — ландесвера в составе 18 латышских, 7 немецких и 1 русской роты. Затем были сформированы ещё семь рот, из которых четыре оказались «неблагонадежными». Две из них вскоре восстали против правительства Улманиса и подверглись расправе. В соответствии с соглашением доля латышей в ландесвере должна была составлять 2/3 (это условие так и не было соблюдено, доля латышей не превышала 1/3).
29 декабря 1918 года правительство Улманиса заключило отдельный договор с Виннигом о мобилизации на защиту Латвии немецких добровольцев из числа военнослужащих Германии, которым были обещаны «полные права гражданства» Латвии и поселение при условии их участия в боевых действиях по защите Латвийской Республики в течение не менее чем четырёх недель. Таким образом была сформирована Железная дивизия.
Калпакс был из числа латышей, которые выступили против большевиков. После двух недель просьб был принят на службу в министерство обороны.
После бунта Рижских латышских рот и силового расформирования 1 и 2 роты 31 декабря в армии началось массовое дезертирство. Преданность Временному правительству сохранили только остзейские части, русская рота и три латышские роты (Цесисская, офицерская и студенческая роты). Латышские роты в начале января объединили в отдельном латышском батальоне, командиром которого 1 января 1919 года министр Янис Залитис назначил Оскара Калпакса в чине полковника. Под давлением красных стрелков части ландесвера отступали на запад до реки Вента, где фронт стабилизировался. Под предводительством Калпакса отдельный латышский батальон стал боеспособным вооружённым формированием и основой будущей Латвийской армии. С января до марта 1919 года отдельный латышский батальон в составе группы капитана Дормогена[кого?] отражал рейды красных латышских стрелков в Курземе (Курляндии). 29 января 1919 батальон Калпакса, в котором было всего 375 человек, стремительной атакой разгромил 2-й Рижский стрелковый полк красных, заняв город Скрунда. На 3 февраля в его батальоне числилось 276 бойцов. С победы под Скрундой, изгнания красных из Голдингена (12 февраля) и Виндавы (24 февраля) началось освобождение территории Латвии от большевиков.
6 марта 1919 при наступлении на Митаву произошло трагическое недоразумение близ Айритес, когда солдаты Железной дивизии под командованием гауптмана фон Борха спутали одетых в русскую униформу бойцов Калпакса с отступавшими от Виндавы большевиками, которых преследовали в тот момент и отряд Калпакса, и немцы. В завязавшейся перестрелке Оскар Калпакс и его товарищи лейтенант Николай Грундман, старший лейтенант Петерис Криевс и немецкий лейтенант Макс Шрюндер были убиты.
Калпакс был похоронен 11 марта 1919 года в Лиепае, на Северном кладбище. 18 сентября того же года перезахоронен в родных местах, в Мейранской волости на Висгальском кладбище, где в 1920-е годы был установлен памятник работы скульптора Карлиса Зале.

## Награды и признание
- 17.03.1906. — серебряная медаль «За усердие» — за участие в подавлении восстания иркутских рабочих в октябре 1905 года.
- 26.08.1912. — бронзовая медаль «В память 100-летия Отечественной войны 1812 года», на ленте ордена Св. Владимира.
- 21.02.1913. — бронзовая медаль «В память 300-летия царствования дома Романовых».
- 15.01.1915. — Орден Святой Анны IV степени, с надписью «За храбрость».
- 10.03.1915. — Орден Святого Станислава III степени с мечами и бантом, за бои у реки Сана (Горлицкий прорыв).
- 03.10.1915. — Орден Святой Анны III степени с мечами и бантом, за бои у Кракова.
- 11.09.1915. — Орден Святого Станислава II степени с мечами.
- 04.11.1915. — Орден Святого Владимира IV степени с мечами и бантом, за бой за Юзефову.
- 13.11.1916. — Орден Святого Георгия IV степени, за бой у Добриши 17 сентября 1915 года.
- 23.12.1916. — Георгиевское оружие, за бой у Зелёного дворца.
- 23.12.1917. — Орден Святой Анны II степени, с мечами.
- 11.11.1921. — Военный орден Лачплесиса I, II, III класса (посмертно)[10].

Хотя он официально не назначался на этот пост или должность, Калпакс традиционно считается первым главнокомандующим латвийских вооружённых сил.

## Память

### Первый мемориал
На месте гибели полковника Оскара Калпака и его товарищей лейтенанта Николая Грундмана, старшего лейтенанта Петера Криева и немецкого лейтенанта Макса Шрюндера был создан первый в Латвии мемориал воинской славы (архитектор Артур Галиндом). В 1936 году в Айритес был открыт музей памяти и монумент погибшим. В 1950 году памятник был разрушен, а в музее устроены квартиры и почта. В 1987—1989 годах музей был восстановлен и вновь начал действовать в 1990 году.

### Фонд памятника Калпаксу
27 сентября 2002 года был создан «Фонд памятника Калпаксу» (Kalpaka pieminekļa fonds), учредителями которого стали шесть студенческих корпораций и Союз художников, а также 25 частных лиц. Председателем фонда стал Гиртс Валдис Кристовскис. Пожертвования на памятник стали собирать как жители Латвии, так и диаспора в США, Австралии, Великобритании, Швеции, Германии, Канаде. В конкурсе среди идей 18 претендентов победил проект скульптора Глеба Пантелеева и архитектора Андриса Вейдеманиса «Против течения». Памятник составлен из двух разных материалов и форм — на постаменте из чёрного полированного гранита (4,6 × 8,1 м) установлен треугольник из нержавеющей стали, на котором выгравирован портрет героя (общая высота — 3,2 м). На передней части постамента выгравировано посвящение «Полковнику Оскару Калпаксу, первому командиру Латвийской армии. „Ko varu vēl tev, tēvzeme, par sirdi vairāk dot…“ A. Eglītis» («Что могу ещё тебе, отчизна, чем сердце больше дать …» А. Эглитис).
Памятник строился три года, в ходе работ за счёт Рижской думы была перенесена теплотрасса, были построены новые дорожки в парке Эспланада, смонтировано освещение. Памятник открыли 22 июня 2006 года — в День памяти героев.
Память Оскара Калпакса также увековечена в названиях улиц и памятниках:
- улица в Риге — бульвар Калпака;
- улица в Лиепае — ул. Оскара Калпака (латыш. O. Kalpaka iela);
- мост Оскара Калпака в Лиепае;
- памятник в Скрунде в память о победном сражении с большевиками в битве 29 января 1919 года;
- памятник в Лиелауце в ознаменование первой победы батальона Калпакса над большевиками 15 января 1919 года. Монумент из серого гранита был открыт 19 августа 1934 года возле лютеранской церкви. Памятную табличку изготовили по эскизу архитектора П. Дрейманиса. Монумент был разрушен в 1950-е годы и восстановлен в 1991 году[15].
- школы в Риге и Лиепае.

### Патриотические мероприятия
Осенью в Риге традиционно проходит молодёжная патриотическая игра «Рижские хроники под знаком Оскара Калпака». В ней участвует моложёжь в возрасте от 14 до 19 лет, суть игры — в реконструкции борьбы за свободу в 1919 году и усвоении навыков ориентирования, передвижения по компасу и карте, оказания первой помощи. Игру организует Центр рекрутирования и молодёжного ополчения Министерства обороны ЛР в сотрудничестве с Национальными вооруженными силами, Военным музеем Латвии и обществом MediaGids.